# Niels Johannes Rasmussen Abel
Niels Johannes Rasmussen Abel (født 22. august 1895 i Bandholm, Lolland, død 24. november 1944 i Buchenwald koncentrationslejr, Tyskland) var en dansk politibetjent, som under 2. verdenskrig døde i koncentrationslejren Buchenwald.

## Liv
Niels Abel var søn af tømrer Anders Peder Rasmussen Abel og Otine Sofie Nielsen.
Niels Abel havde siden 1918 været ansat ved Københavns Politi. Den 19. september 1944 blev han interneret af tyskerne i forbindelse med deres aktion imod det danske politi. Under fangenskabet i koncentrationslejren Buchenwald døde han. Hans urne blev nedsat den 19. september 1945 på Bispebjerg Kirkegård i København.
Niels Abel var gift med Valborg Alvilda Abel, og de havde tre børn.